# Minorité magyare de Croatie
La minorité magyare de Croatie ou les Magyars de Croatie (en hongrois Horvátországi magyarok; en croate : Mađari u Hrvatskoj) désignent la minorité ethnique magyare vivant en Croatie. Celle-ci est essentiellement composée des villages du Comitat d'Osijek-Baranja.